# Veert
Die Ortschaft Veert gehört zur Stadt Geldern im Kreis Kleve (NRW) und zählt 5578 Einwohner (Stand: 31. Oktober 2023). Veert wurde im Jahr 2007 700 Jahre alt.

## Geschichte
Die Gemeinde Veert wurde am 1. Juli 1969 in die Stadt Geldern eingegliedert.

## Sehenswürdigkeiten
Kapelle Klein Kevelaer, Tombergsweg
1699 erbaut und bereits 1703 bei der Belagerung Gelderns völlig zerstört, wurde 1705 in gleicher Form wieder aufgebaut. An die ursprüngliche Kapelle erinnert der 1699 datierte Wappenstein über dem Portal der einschiffigen Backsteinkapelle.
Die Kapelle wurde am 9. Mai 1989 in die Denkmalliste der Gemeinde Geldern unter der Nummer A 56 aufgenommen.
Kölner Heiligenhäuschen am Heideweg
Ältestes Heiligenhäuschen am Niederrhein, 1686 von Kölner Bürgern, die seit 1663 nach Kevelaer pilgern, errichtet.

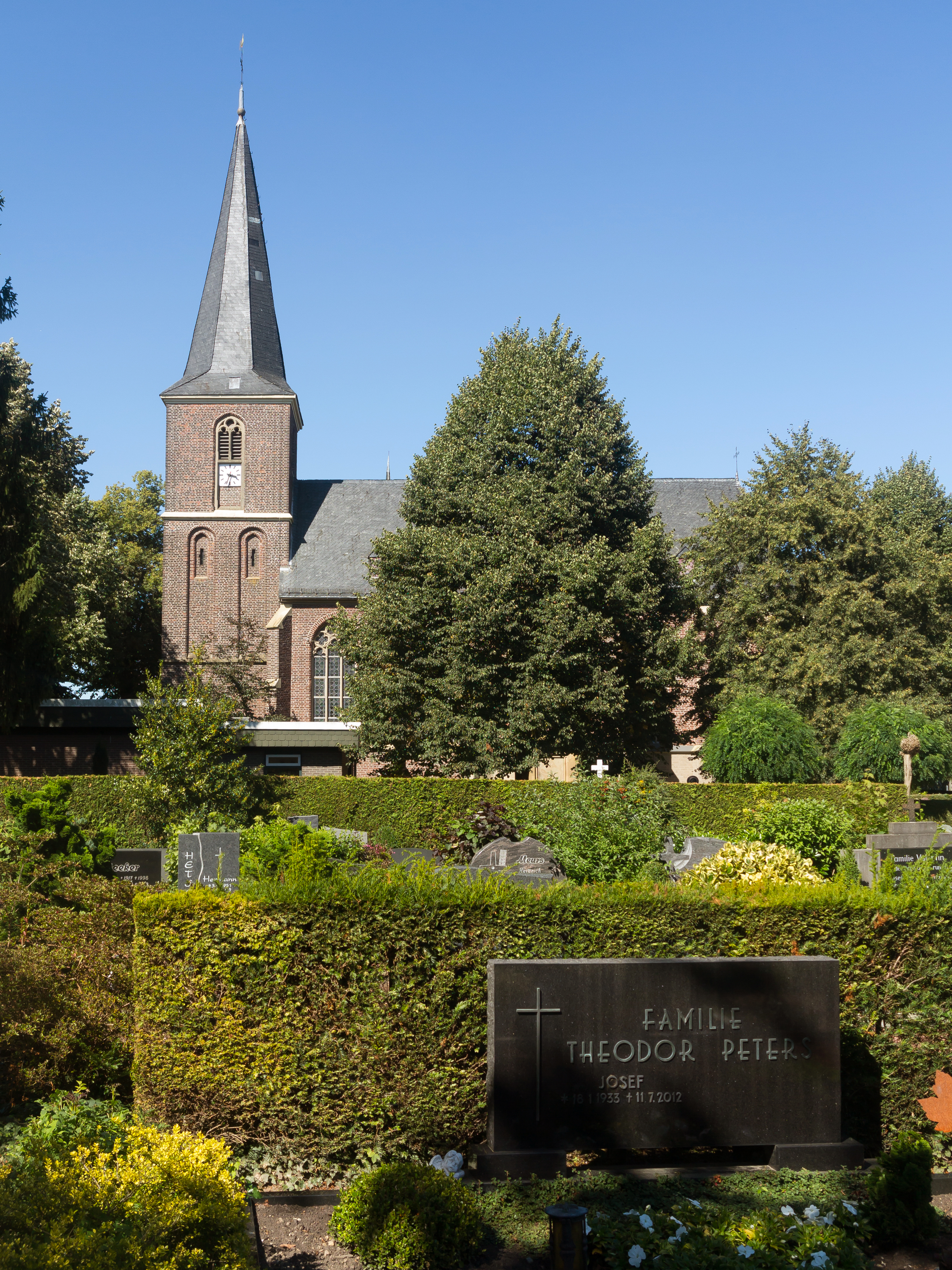
Sankt-Martinus-Kirche

Katholische Pfarrkirche St. Martinus, Schulstraße
Gotischer Backsteinbau des 16. Jahrhunderts, ursprünglich dreischiffig, seit dem Neubau der modernen Kirche 1969 nur noch zweischiffig. Zur Ausstattung gehört ein neugotischer Hochaltar von 1896 sowie ein neugotischer Kreuzweg, von dem die ersten zehn Stationen aus Terrakotta bestehen und die restlichen vier gemalt sind.
Steinfiguren
Willicksche Mühle, Kapellener Straße
Die Willicksche Mühle ist die einzige noch erhaltene von ehemals zahlreichen Wassermühlen in Geldern. Die bereits 1434 genannte Mühle wurde von der Niers getrieben und arbeitete bis nach dem Zweiten Weltkrieg. Das heutige Gebäude entstand in zwei Bauabschnitten im 18. Jahrhundert. Privatbesitz, von der Straße aus bestens zu sehen. Die Mühle wurde am 9. August 1994 unter der Nummer A 139 in die Denkmalliste der Gemeinde Geldern eingetragen.
Windmühle, Utrechter Straße
Die Turmwindmühle aus Backstein wurde 1856 erbaut und 1965 mit Holzschindeln verkleidet. Im Jahr 2007 hat die Windmühle ihre Flügel restauriert zurückbekommen. Die Arbeiten hierzu haben am 28. April 2007 begonnen. Rechtzeitig zum 14. Deutschen Mühlentag am 28. Mai 2007 hat Veert ein Wahrzeichen zurückerhalten. Seit den 1950er Jahren dient sie Wohnzwecken.
Die Mühle steht auf der Denkmalliste unter der Nummer A36.

### Wappen und Banner
| Wappen der ehemaligen Gemeinde Veert, Kreis Geldern | Blasonierung: „In Rot, ein silbernes (weißes) Balkenkreuz; darüber eine blaue Mispelblüte mit goldenen (gelben) Butzen und Kelchblättern.“ |

Banner der ehemaligen Gemeinde Veert

| Wappen der ehemaligen Gemeinde Veert, Kreis Geldern | Wappenbegründung: Das Wappen wurde zusammen mit dem Banner und dem Dienstsiegel am 25. September 1967 vom nordrhein-westfälischen Innenminister genehmigt. Das Balkenkreuz (Kreuz von Köln) steht für die Kölner Bürger, die seit 1663 nach Kevelaer pilgerten und 1686 das älteste Heiligenhäuschen am Niederrhein in Veert errichteten. Die Mispelblüte (Geldrische Rose) steht für die Zugehörigkeit zu Geldern und das Rot erinnert an den Schutzpatron St. Martin, welcher in älteren Siegeln Veerts abgebildet ist. Banner: „Das Banner ist ein Wappenbanner.“ |

## Vereine
Veerter Vereine, die sich im Dachverband der „Geselligen Vereine“ zusammengeschlossen haben:
- Dartclub Black Flys Veert
- Deutsche Pfadfinderschaft Sankt Georg, Stamm Sankt Martin Veert
- Deutsches Rotes Kreuz Arbeitsgruppe Veert
- Freiwillige Feuerwehr Löschgruppe Veert
- Heimat- und Verschönerungsverein 1987
- Katholische Frauengemeinschaft Veert (kfd)
- Kirchenchor Sankt Martin Cäcilia Veert
- Kyffhäuser Kameradschaft Veert
- Laienspielgruppe St. Martin Veert
- Musikverein Aurora Veert 1907
- Ortsbauernschaft Veert
- Radsportverein „All Heil“ Veert 1900
- Rheinische Landfrauenvereinigung Ortsverein Veert
- Sankt Martins Komitee
- SV Veert 1934 e. V.
- TC Blau-Weiß Veert 1984
- TTC Blau-Weiß Geldern-Veert
- Verein zur Förderung des Veerter Karnevals
- Vereinigte St. Martinus- und St. Johannes Bruderschaft Veert

Größter Verein ist der SV Veert 1934 e. V. mit mehr als 1.100 Mitgliedern.
Über die lokalen Grenzen hinweg hat sich der Radsportverein „All-Heil“ Veert 1900 einen Namen gemacht. Bei Weltmeisterschaften der Einradfahrer hat der Verein viele Titel errungen.